# اس‌جی‌ام‌ال
اس‌جی‌ام‌ال یا زبان نشانه‌گذاری تعمیم‌یافتهٔ استاندارد (به انگلیسی: Standard Generalized Markup Language) نام استانداردی (ISO 8879:1986) برای تعریف زبان‌های نشانه‌گذاری عمومی برای اسناد است. این زبان به تنهایی برای نشانه‌گذاری در اسناد کاربردی ندارد بلکه به عنوان مبنای استانداردسازی زبان‌های نشانه‌گذاری دیگر استفاده می‌شود و به همین خاطر به آن فرازبان می‌گویند. برای نمونه اچ‌تی‌ام‌ال یک زبان نشانه‌گذاری برپایهٔ اس‌جی‌ام‌ال است و اکس‌ام‌ال یک فرازبان دیگر است که از اس‌جی‌ام‌ال الگوبرداری کرده‌است.
اس‌جی‌ام‌ال استاندارد ایزو ۸۸۷۹ سازمان بین‌المللی استانداردسازی است.
این استاندارد اصولی را برای نوشتن ساختار منطقی یک سند و سنت‌های نامگذاری عناصر آن بیان می‌دارد.

## پیش‌فرض ها در SGML
استاندارد ISO 8879 در پیوست A.1 بیان می کند که یک سند عمومیت یافته بر اساس دو پیش‌فرض می باشد:
- پیش‌فرض اعلان: نشانه گذاری باید ساختار، و دیگر ویژگی های سند را توصیف کنند، نه آنکه پردازشی که باید انجام گیرد را تعیین نمایند، دلیل این اصل آن است که احتمال تناقض با توسعه‌های آینده کمینه گردد[۴].
- پیش‌فرض سختگیری: برای آنکه نشانه گذاری‌ها امکان استفاده از مزایای تکنولوژی‌های دردسترس برای پردازش را پیدا کنند، باید اشیایی مثل برنامه‌ها یا پایگاه های داده به صورت سختگیرانه تعریف شوند[۴].

## مثال ها
زبان های HTML (تا قبل از HTML 5) به صورت نظری یک مثال از یک زبان مبتنی بر SGML می باشند. اما HTML 5 اصول SGML را نقض کرده است و مرورگرها به دلایل عدم سازگاری، نمی توانند آن را به صورت SGML پردازش کنند.
DocBook SGML و LinuxDoc مثال هایی می باشند که منحصرا با ابزار های واقعی SGML استفاده می‌شوند.